# Шукшан (река)
Шукша́н (Шукша; луговомар. Шӱкшан) — река в республике Марий Эл (Новоторъяльский район), левый приток Немды.
Длина реки 23 км. Замерзает в начале ноября, вскрывается во 2-й половине апреля. Питание главным образом снеговое. Река характеризуется высоким половодьем, которое приходится на апрель и начало мая, низкой летней и зимней меженью. Территория водосбора занята в основном сельскохозяйственными угодьями, имеется 1 пруд. Вода реки используется для хозяйственных нужд, рыборазведения, рекреации и в противопожарных целях.
При впадении Шукшана в Немду стоит районный центр — посёлок Новый Торъял.

## Притоки (в км от устья)
- Ексей (3,8 км, левый).
- Шуй (4,7 км, правый)
- Исюйка (правый)
- Урека (правый)

## Данные водного реестра
По данным государственного водного реестра России относится к Камскому бассейновому округу, водохозяйственный участок реки — Вятка от города Котельнич до водомерного поста посёлка городского типа Аркуль, речной подбассейн реки — Вятка. Речной бассейн реки — Кама.
Код объекта в государственном водном реестре — 10010300412111100037303.

## Река в истории
Впервые в письменных источниках река упоминается в книге Адама Олеария «Описание путешествия в Московию», побывавшего в Сернурском крае в 1634—1636 годах, как святая река Шокшем.